# Bunodactis inornata
Bunodactis inornata is een zeeanemonensoort uit de familie Actiniidae.
Bunodactis inornata is voor het eerst wetenschappelijk beschreven door Stimpson in 1856.